# 西鉄中島駅

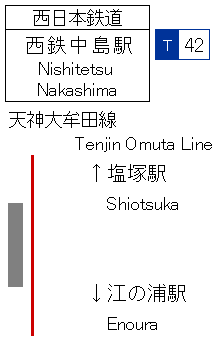
配線図

西鉄中島駅（にしてつなかしまえき）は、福岡県柳川市大和町中島にある西日本鉄道（西鉄）天神大牟田線の駅である。駅番号はT42。

## 歴史
- 1938年（昭和13年）10月1日：中島駅として開業。
- 1939年（昭和14年）7月1日：九鉄中島駅に改称届出[1]。
- 1942年（昭和17年）9月22日：西鉄中島駅に改称。
- 1990年（平成2年）12月26日：駅舎改築工事竣工。
- 2008年（平成20年）5月18日：ICカードnimoca供用開始。
- 2014年（平成26年）3月22日：駅窓口営業時間を変更（それまでは初電から終電まで駅員が常駐していた）。
- 2017年（平成29年）2月1日：駅ナンバリングを導入[2]。
- 2021年（令和3年）4月1日：駅集中管理システムの導入に伴い、終日無人化[3][4]。

## 駅構造

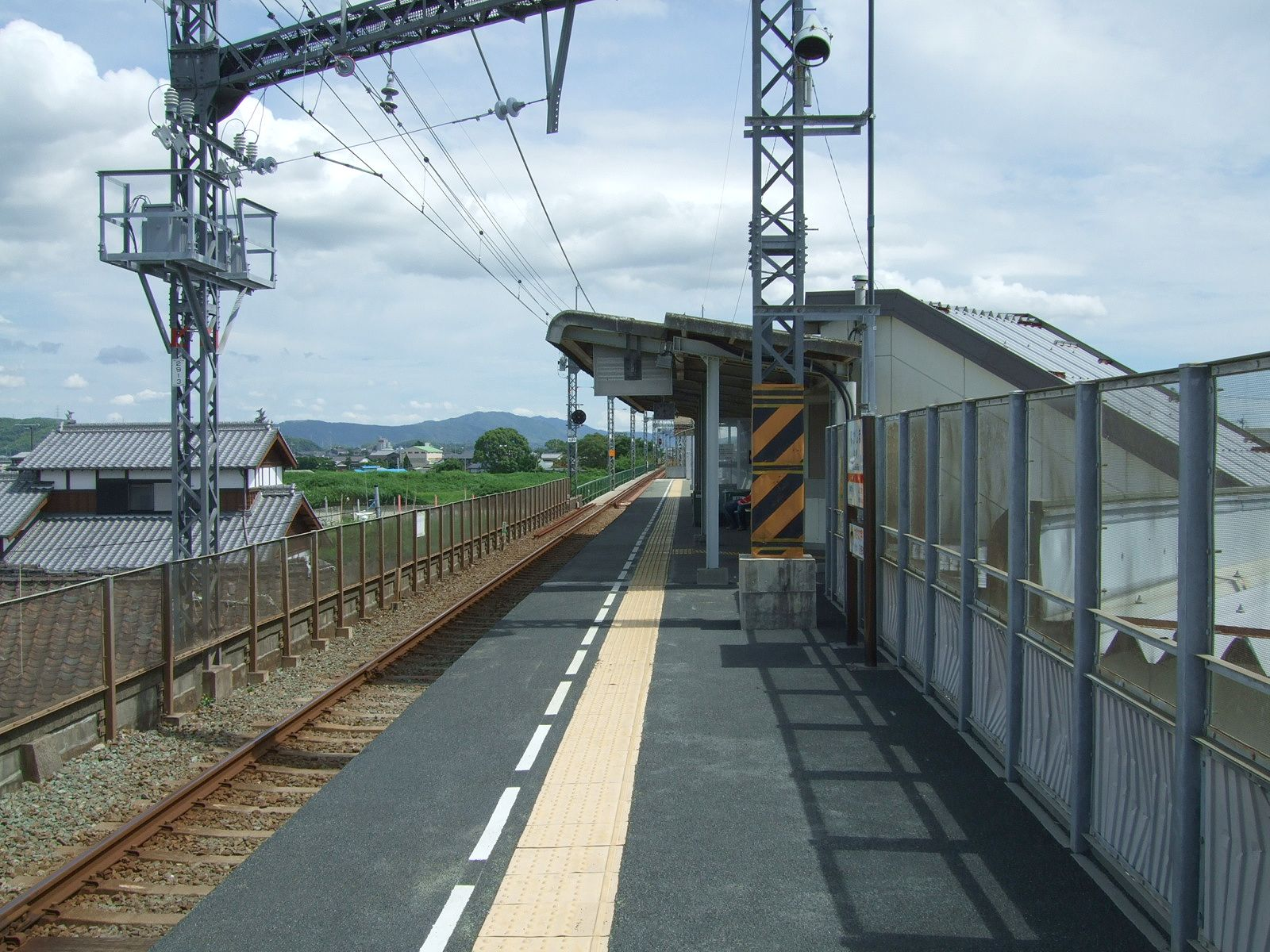
ホーム（奥が大牟田方向、手前が福岡（天神）方向）

高架駅であるが、エスカレーターやエレベーターは設置されていない。周辺に住宅が密集しているため、開業当初より単式ホーム1面1線のみしか持たない。行き違い設備を設置できなかったため、福岡方面に中島信号場が設置されている。列車接近時には自動放送案内が流れる。
自動券売機は駅窓口営業時間の見直しに伴い2014年3月に撤去された。
ホーム有効長は4両分ある。

## 利用状況
2024年度の1日平均乗降人員は878人である。
| 年度               | 1日平均 乗車人員 | 1日平均 乗降人員 |
| ------------------ | ---------------- | ---------------- |
| 1999年（平成11年） |                  | 1,540            |
| 2000年（平成12年） |                  | 1,382            |
| 2001年（平成13年） |                  | 1,308            |
| 2002年（平成14年） |                  | 1,249            |
| 2003年（平成15年） |                  | 1,186            |
| 2004年（平成16年） |                  | 1,152            |
| 2005年（平成17年） |                  | 1,120            |
| 2006年（平成18年） |                  | 1,085            |
| 2007年（平成19年） |                  | 1,072            |
| 2008年（平成20年） |                  |                  |
| 2009年（平成21年） |                  |                  |
| 2010年（平成22年） |                  |                  |
| 2011年（平成23年） |                  | 986              |
| 2012年（平成24年） |                  | 959              |
| 2013年（平成25年） |                  | 952              |
| 2014年（平成26年） |                  | 882              |
| 2015年（平成27年） |                  | 882              |
| 2016年（平成28年） |                  | 916              |
| 2017年（平成29年） |                  | 866              |
| 2018年（平成30年） |                  | 860              |
| 2019年（令和元年） |                  | 861              |
| 2020年（令和02年） |                  | 688              |
| 2021年（令和03年） |                  | 704              |
| 2022年（令和04年） |                  | 782              |
| 2023年（令和05年） |                  | 856              |
| 2024年（令和06年） |                  | 878              |

## 駅周辺
柳川市の南端部の矢部川沿いに位置しており、駅の南側に矢部川橋梁がある。駅前を福岡県道83号大和城島線が通り、駅の北側で天神大牟田線の下をくぐりぬけている。
現在の天神大牟田線の単線区間のうち、西鉄柳川 - 開間はほとんどが複線化に向けた用地確保が済んでいるが、当駅付近は未確保である。
- 柳川市立中島小学校
- 中島郵便局
- 中島商店街
- 中島漁港
- 国道208号
- 福岡県道83号大和城島線
- 有明海沿岸道路 大和南インターチェンジ - 大和北インターチェンジ
- 柳川市コミュニティバス・中島（八剱神社）バス停

## 隣の駅
西日本鉄道
■天神大牟田線
■特急・■急行
通過
■普通
塩塚駅（T41） - （中島信号場） - 西鉄中島駅（T42） - 江の浦駅（T43）